# Łukasz Jóźwiak (lekkoatleta)
Łukasz Jóźwiak (ur. 20 lutego 1983) – polski biegacz średniodystansowy. 
Zawodnik klubów: MOS Zduńska Wola (2000), LUKS Zduńska Wola (2001-2003), AZS-AWF Wrocław (2003-2011), AZS-AWF Warszawa (2012). Dwukrotny medalista mistrzostw Polski w biegu na 800 metrów: srebro w 2010 oraz brąz w 2006. Trzykrotny medalista halowych mistrzostw Polski na tym dystansie: złoto w 2007, srebro w 2003 oraz brąz w 2012. Halowy wicemistrz Polski w biegu na 1500 metrów w 2010.
Wybrane rekordy życiowe: 800 metrów - 1:47,96 (2010), 1500 metrów - 3:44,02 (2010).